# Nicolás Fernández
Pour les articles homonymes, voir Nicolás Fernández (homonymie) et Fernández.
Nicolás Fernández, né à Genève en 1968, est un artiste genevois actif dans les domaines de l'art contemporain et de la peinture.

## Formation
- 1988 : Collège artistique Voltaire, Genève
- 1993 : École supérieure d’art visuel, Genève
- 1995 : Universidad Complutense, Madrid
- 1997 : Akademie Schloss Solitude, Stuttgart

## Résidences
- 1998-2002 : Studio, Berlin
- 2003 : Cité Internationale des Arts, Paris
- 2004-2006 : L'Usine, Genève
- 2013-2015 : Maison des arts du Grütli, Genève

## Expositions personnelles (sélection)
- 1990
  - La Régie, Genève
- 1993
  - Centre d’Art Contemporain, Salle projet, Genève[1]
- 1994
  - Palais de l’Athénée, Genève[2]
- 1995
  - Galerie Skopia, Genève[3]
  - Forde - Espace d’art contemporain, Genève
- 1996
  - In vitro, Genève
- 1997
  - Ausstellungsraum Konstantin Adamopoulos, Frankfurt[4],[5]
  - Akademie Schloss Solitude, Stuttgart[6],[4]
  - Forum d’Art Contemporain, Sierre
- 1998
  - Akademie Schloss Solitude, Stuttgart
  - Kreutzer & Stutzig Gallery, Berlin[4]
  - Galerie Skopia, Genève[3],[4]
  - Southern Alberta Art Gallery, Canada[7]
- 1999
  - Centre d’Art Contemporain, Genève[4]
  - Torstrasse 102, Berlin
- 2003
  - Galerie Skopia, Genève[3]
- 2013
  - Akademie Schloss Solitude, Stuttgart[8],[9]

## Expositions collectives (sélection)
- 1991
  - Entretiens-Chants, Galerie M2, Vevey
- 1992
  - Sens dessus-dessous, Kunsthalle St.Gallen[10],[11]
- 1993
  - La grandeur inconnue, Domaine de Kerguehennec, France[12]
  - 7 Westschweizer Künstler/Innen, Kleines Helmhaus, Zürich[13]
- 1995
  - Aperto, Mamco, Genève[14]
- 1996
  - Never say never, Kunsthalle, Berne
  - Bianchini, Fernández, Hentsch, Centre de Gravure Contemporaine, Genève[15]
  - Intercultures, Galerie Nationale du Sénégal, Dakar
  - Cabines de bain, Galerie Attitudes, Fribourg[16]
- 1997
  - Interventions urbaines, Fri-Art, Fribourg
  - Next to the city, Akademie Schloss Solitude, Stuttgart
  - Über leben in der Peripherie, Wacker Fabrik, Darmstadt
  - Muestra de Arte Joven ‘97, Madrid
- 1998
  - On a clear day, Staatsgalerie, Stuttgart
  - Freie Sicht aufs Mittelemeer, Kunsthaus, Zürich
  - Freie Sicht aufs Mittelemeer, Schirn Kunsthalle, Frankfurt
  - Internationale Ferienkurse für neue Musik, Hessisches Landesmuseum, Darmstadt
  - Crociani, Fernández, Lämmli, Ausstellungsraum Konstantin Adamopoulos, Frankfurt
- 1999
  - 6th Istanbul Biennial[17]
  - Young, Fotomuseum, Winterthur[18]
  - Sprengel Museum, Hannover
  - Another Swiss Panorama, Centre pour l’image contemporaine, Genève[19]
  - Solitude, Ernst Museum, Budapest
- 2000
  - Circles 1, ZKM, Karlsruhe
  - Solitude, Musée d’Art Moderne de Saint-Étienne, Saint-Étienne[20]
  - Solitude, Staatsgalerie, Stuttgart[20]
  - Viper, International New Media Festival, Basel
- 2001
  - Re-View, Migros Museum, Zürich
  - 1 TICAB Tirana Biennial, Tirana[21]
  - Get Angry, Palais de Rumine, Lausanne[22]
  - Berlin_London, Institute of Contemporary Arts, London
- 2002
  - Backlight Phototriennale, Tampere
  - Arteplage mobile du Jura, Expo 02, Neuchâtel
  - Intonations, Podewil, Berlin
  - 15 Stuttgarter Filmwinter, Stuttgart
  - Énergies de résistances, Galerie Attitudes, Genève
- 2014
  - DISown – Not For Everyone, Red Bull Studios, New York[23]
  - Bourses Lissignol-Berthoud, Centre d’Art Contemporain, Genève

## Performances
- 1992
  - Shango, Festival Solo, Cave 12, Genève
  - Ende, with A. Bianchini, F. Baudevin, Kunsthalle St.Gallen
- 1995
  - Un embalaje de cartón, aplastado, with M.A. Rodriguez, Madrid
  - Un emballage de carton, aplati, with Y. Levasseur, Genève
- 1997
  - Comment on dit, Eté 97, Centre de Gravure Contemporaine, Genève[24]
  - Company Musik, Ausstellungsraum Konstantin Adamopoulos, Frankfurt
- 1998
  - New shoes, avec C.Szlavnics, M.Sabat, The Music Gallery, Toronto
- 2000
  - White music for pigs, rats and snakes, with Mourad Cheraït, Staatsgalerie, Stuttgart
  - L'île aux enfants, with Alexandre Bianchini, Sydney Stucki, Mourad Cheraït, ZKM, Karlsruhe[25]
  - Let the words of I and I be acceptable, with Mourad Cheraït, Centre Culturel Suisse, Paris
- 2001
  - In the red snake, with Mourad Cheraït, Künstlerhaus Bremen, Bremen
  - Between two kisses, with Mourad Cheraït, Lothringer13/Halle, München
- 2003 
  - Love and Devotion, with R. Sauvin, Y. Levasseur, Y. Knobel, Halles de l’île, Genève

## Films
- 1998 : Sein Zeit, 5.50 min.
- 2003 : Gloria, 6.23 min.
- 2011 : Aphrodite and Ares, 2.56 min.
- 2012 : Metis, 30.29 min.
- 2012 : Daedalus, 8.20 min.

## Livres d'artistes
- 1998 : Children’s song, Éditions Solitude, Stuttgart[26]
- 1999 : You left, Éditions Centre d'art contemporain, Genève[27]
- 2000 : Father nature, cd-rom, Revolver, Archiv für Aktuelle Kunst, Frankfurt[28]

## Publications sur le web
- 2014 : .gifs from 1999, dismagazine.com[29]

## Prix & bourses
- 1997
  - Arte Joven, Madrid
- 1998
  - Bourse d’aide à la création, Genève
- 1999
  - Eidgenössische Preise für freie Kunst, Zürich[30]
  - Biennale de l'image, Genève[31]
- 2000
  - Kunst im Internet, Kunstfond Basel
  - DG Bank Preis für künstlerische Fotografie, Hannover
  - Video-ex, Zürich[32]
- 2001
  - Re:view Migros Museum, Zürich
- 2002
  - Prix de la Fondation Irène Reymond, Lausanne[33]
  - Bourse Simon L. Patiño, Genève[34]
- 2004
  - Bourse des Fonds Lissignol-Chevalier, Genève[35]
- 2012
  - Bourse d’aide à la création, Genève[36]

## Sources
1. ↑  Centre d'Art Contemporain, Salle "Projets", 1993-1995, swissbib
2. ↑  Nicolás Fernández - Salle Crosnier du Palais de l'Athénée, swissbib
3. 1 2 3  Galerie Skopia, Activités culturelles UniGE
4. 1 2 3 4 5  Artist | Nicolás Fernández, artist-info
5. ↑  Nicolás Fernández - Ausstellungsraum Konstantin Adamopoulos, swissbib
6. ↑  Nicolas Fernandez : Bildende Kunst, Akademie Schloss Solitude
7. ↑  Nicolas Fernandez - Installation, Southern Alberta Art Gallery
8. ↑  Nicolas Fernandez »iPaintings«, Akademie Schloss Solitude
9. ↑  Ausstellungen, Exhibitions, 12.09. - 27.10.2013, swissbib
10. ↑  Archiv 1995–1985, Kunsthalle St.Gallen
11. ↑  Sens dessus-dessous, swissbib
12. ↑  la grandeur inconnue = the unknown magnitude, Artium
13. ↑  Jürg Altherr, kleines Helmhaus, 7 Westschweizer KünstlerInnen, swissbib
14. ↑  Aperto 95, MAMCO
15. ↑  Alexandre Bianchini, Nicolás Fernández, Jérôme Hentsch et Alain Julliard, CEC
16. ↑  Cabines de bain - Description, swissbib
17. ↑  6th ISTANBUL BIENNIAL 1999, artnews.org
18. ↑  Young, swissbib
19. ↑  Another Swiss Panorama, swissbib
20. 1 2  Solitude in the Museum, UnDo.Net
21. ↑  Tirana Biennale 1 - Table des matières, swissbib
22. ↑  Perspectives romandes 3 : get angry - Table des matières, swissbib
23. ↑  DISown – Not For Everyone, Red Bull Studios
24. ↑  Nicolás Fernández, Centre d'édition contemporaine, Genève
25. ↑  Circles °1, l'île aux enfants, swissbib
26. ↑  Nicolás Fernández - Children’s song, swissbib
27. ↑  Nicolás Fernández - You left, swissbib
28. ↑  Nicolás Fernández - Father nature, swissbib
29. ↑  .gifs from 1999 by Nicolas Fernández, dismagazine.com
30. ↑  Eidgenössische Preise für freie Kunst 1999, swissbib
31. ↑  Biennale de l'Image en Mouvement, Centre pour l’image contemporaine
32. ↑  Competition winners 2000, Videoex
33. ↑  Les lauréats, Fondation Irène Reymond
34. ↑  Lauréat-e-s 2002-2003 Bourse Simon I. Patino, Ville de Genève
35. ↑  Lauréat-e-s 2004 Bourses des Fonds Lissignol-Chevalier et Galland, Ville de Genève
36. ↑  Bourse d’aide à la création de la Ville de Genève, Lauréat-e-s 2012, Ville de Genève